# 第三の男
『第三の男』（だいさんのおとこ、原題: The Third Man）は、1949年にアレクサンダー・コルダとデヴィッド・O・セルズニックによって製作されたミステリー映画。イギリス映画。キャロル・リード監督作品。第二次世界大戦直後のウィーンを舞台にしたフィルム・ノワール。
光と影を効果的に用いた映像美、戦争の影を背負った人々の姿を巧みに描いたプロットで高く評価されている。また、アントン・カラスのツィター演奏によるテーマ音楽や、ハリー・ライム役のオーソン・ウェルズの印象深い演技でも知られている。
白黒、スタンダード・サイズ。

## あらすじ

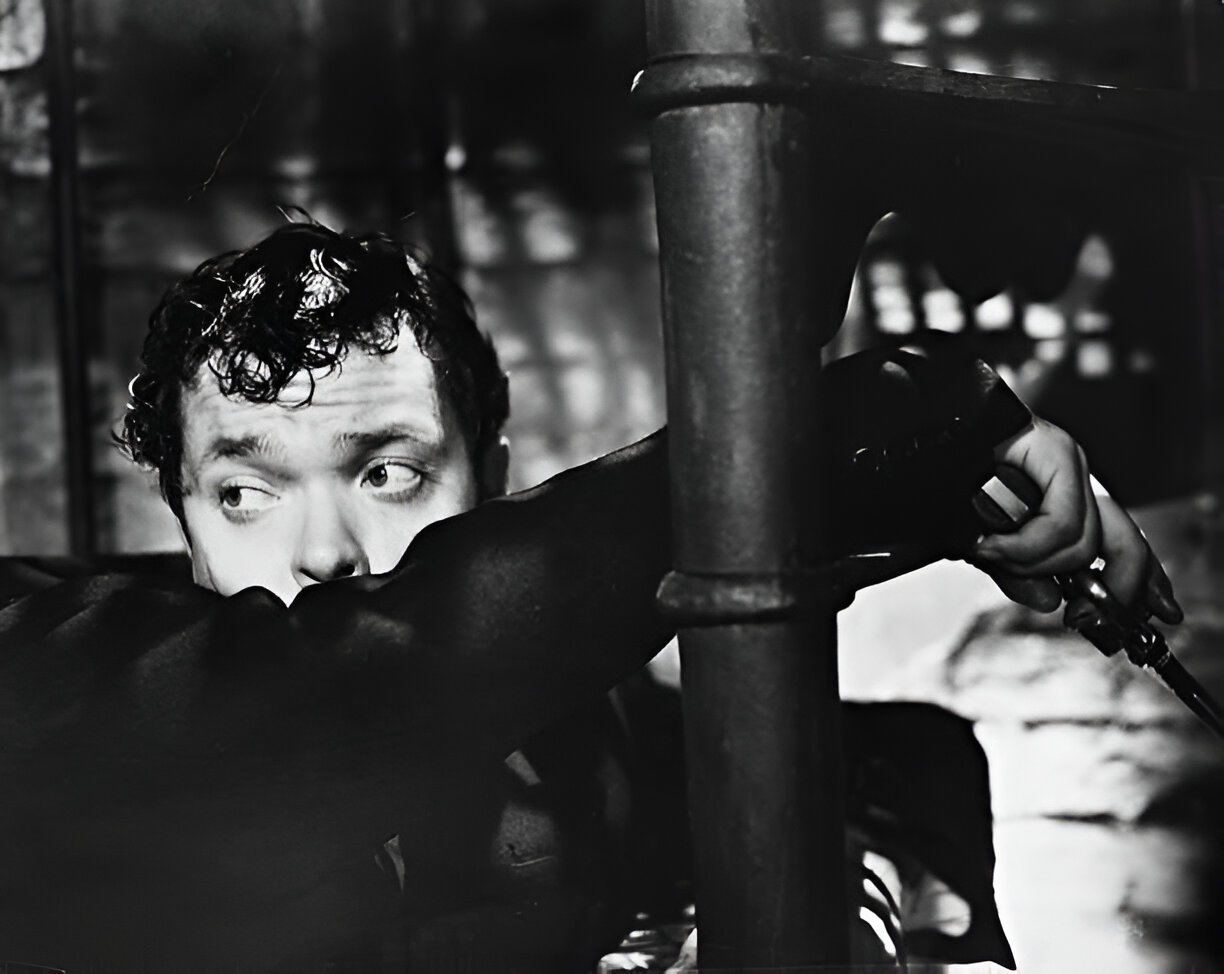
オーソン・ウェルズ

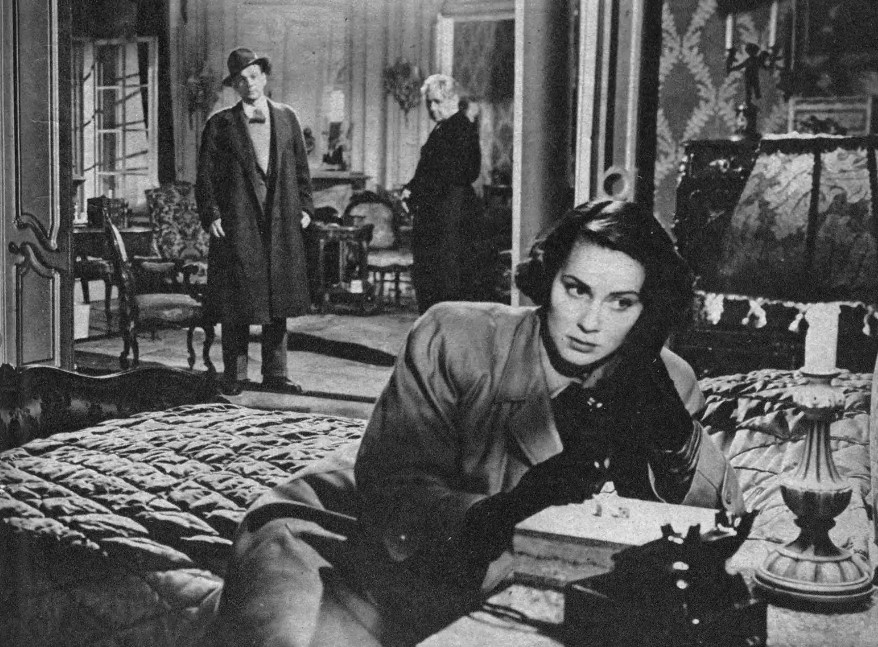
ジョゼフ・コットン、アリダ・ヴァリ

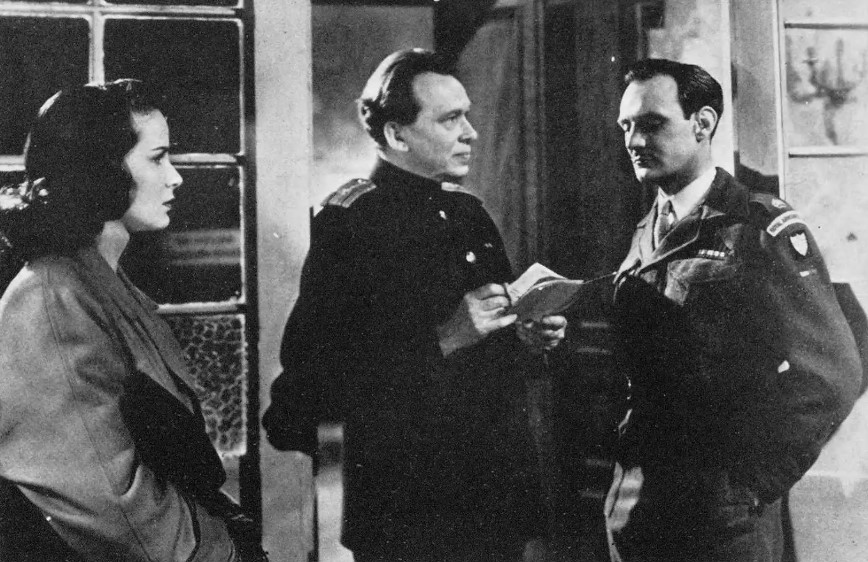
アリダ・ヴァリ、アレクシス・チェスナコフ、トレヴァー・ハワード

舞台は第二次世界大戦後、米英仏ソによる四分割統治下にあったオーストリアの首都ウィーン。当時ウィーンの酒場で人々に親しまれたツィターのメロディ（アントン・カラスによるテーマ曲）をBGMに物語の幕が開く。
アメリカの売れない西部劇作家ホリー・マーチンスは、親友ハリー・ライムから仕事を依頼したいと誘われ、意気揚々とウィーンにやって来た。ハリーのアパートを訪ねるホリーだが、管理人はハリーが前日、自動車事故で死亡したと彼に告げる。ハリーの葬儀に出席するホリーは、そこでイギリス軍のキャロウェイ少佐と知り合う。少佐はハリーが街で最悪の密売人だと告げるが、信じられないホリーはハリーへの友情から事件の真相究明を決意する。
事件の関係者を調査すると、ハリーの恋人であった女優のアンナ・シュミットと出会う。ホリーと彼女は2人で事件の目撃者である宿の管理人に話を聞き、現場に未知の“第三の男”がいたことをつきとめる。しかし貴重な証言を残した管理人は何者かに殺害され、ホリーがその容疑者だと疑われて逃走。さらにハリーの知人であるポペスコからも追われ、キャロウェイ少佐に助けを求める。そこで初めてキャロウェイからハリーが粗悪ペニシリンを売り捌いて多数の人々を害した実態の詳細やその証拠の数々を見せられる。
友情・愛情と正義感の間で行き詰まったホリーは酒で気を紛らわせたが帰国を決意。酩酊状態のまま、別れを告げるために寄ったアンナの下宿の近くで、“第三の男”ハリーと邂逅するが、まるで幻かのごとくハリーは消え去ってしまう。ホリーはハリーを目撃したことをキャロウェイに報告。キャロウェイは疑っていたが、念のためにハリーの墓を掘り返すと、別人の遺体だったことが判明し、ハリーの生存を確信する。一方、国籍を偽っていたアンナがパスポート偽造の罪でソ連の憲兵に連行されてしまう。
ハリーのことを信じたいホリーは、彼とプラーター公園の観覧車の上で話し合うが、改めて彼の非情ぶりを悟る。その後、キャロウェイからハリー逮捕の助力を促されたホリーは、親友を売るもやむを得ずと決意し、アンナの保釈を条件に承諾。
ホリーとキャロウェイの計らいで釈放されたアンナはホリーを烈しく罵る。アンナのハリーに対する愛を知ったホリーはキャロウェイへの協力を一時断念するが、病院を視察してハリーの流した害毒を目のあたりにしてハリー狩りに参加することを再度決意し、囮となって彼をカフェに待つ。店の裏口から現れたハリーは警戒を知るや下水道に飛び込み、ここに地下の追撃戦が開始される。
キャロウェイの銃弾で重傷を負ったハリーはその後、銃を手にしたホリーに追いつめられる。銃を向けるホリーに対してハリーが頷く。下水道内に一発の銃声が響き渡る。
その後、場面は、“第三の男”であったハリー本人の埋葬に。葬儀の後、ホリーはアメリカへ帰国する飛行機の出発時刻が迫っているにもかかわらず空港へ送ってくれる少佐の車を降りて、墓地の路傍でアンナを待つ。しかし、彼女は表情をかたくしたまま一瞥もせず彼の前を歩み去って行く。

## キャスト
| 役名               | 俳優                             | 日本語吹き替え  | 日本語吹き替え                             | 日本語吹き替え    |
| 役名               | 俳優                             | 日本テレビ版    | PDDVD版                                    | N.E.M.版          |
| ------------------ | -------------------------------- | --------------- | ------------------------------------------ | ----------------- |
| ホリー・マーチンス | ジョゼフ・コットン               | 江守徹          | 咲野俊介                                   | 平田広明          |
| アンナ・シュミット | アリダ・ヴァリ                   | 松下砂稚子      | 沢海陽子                                   | 本田貴子          |
| ハリー・ライム     | オーソン・ウェルズ               | 小池朝雄        | 相沢正輝                                   | 鈴村健一          |
| キャロウェイ少佐   | トレヴァー・ハワード             | 西沢利明        | 中博史                                     | 谷昌樹            |
| カール（管理人）   | パウル・ヘルビガー               | 山内雅人        | 大橋佳野人                                 | 原田晃            |
| クルツ男爵         | エルンスト・ドイッチュ           |                 |                                            | 田坂浩樹          |
| ヴィンクル医師     | エリッヒ・ポント                 |                 |                                            |                   |
| ポペスコ           | ジークフリート・ブロイアー       |                 | 大塚智則                                   | 岡哲也            |
| アンナの家の女将   | ヘドウィグ・ブライブトロイ       |                 |                                            |                   |
| ペイン軍曹         | バーナード・リー                 | 和田啓          | 藤田周                                     | 竜門睦月          |
| クラビン           | ウィルフリッド・ハイド＝ホワイト |                 |                                            | 里卓哉            |
| 不明 その他        | N/A                              | 藤本譲 仁内達之 | 西垣俊作 鈴木貴征 植倉大 鈴木一敦 中神亜紀 | 丸山智行 福田優生 |

- 日本テレビ版: 初回放送1971年6月15日『火曜スペシャル』20:00-21:26
  - 放送の際、スポンサーの1社だった自動車メーカーに配慮し、ハリーの死因は自動車事故から転落死に改変された[注 2][4]。
  - KADOKAWAから発売の「4Kデジタル修復版 Blu-ray」に収録[5]。
- PDDVD版: マックスターなどから発売のパブリックドメインDVDに収録。
- N.E.M.版：様々な名画を現代の人気声優が吹き替える「New Era Movie」というプロジェクトによって製作されている。

※1984年3月11日、NHK-FMで放送されたラジオドラマ「チターはもう唄わない（軍司貞則の著作に基づく）」では観覧車のシーンの本編音声が短く引用され、ヴォイス・オーヴァーの形で内海賢二がハリー・ライムを吹き替えた。日本テレビの吹替版でハリーを演じた小池朝雄も、キャロル・リード役で出演している。

## スタッフ
- 監督: キャロル・リード
- 製作: キャロル・リード、アレクサンダー・コルダ、デヴィッド・O・セルズニック
- 脚本: グレアム・グリーン
- 撮影: ロバート・クラスカー
- 編集: オズワルド・ハーフェンリヒター
- 音楽: アントーン・カラス
- 録音: ジョン・コックス
- 助監督: ガイ・ハミルトン

### 日本語版
- 字幕（劇場公開版）: 秘田余四郎
- 字幕（正規DVD版[注 3]）: 笠井絹子
- 字幕（PDDVD版）: 安彦学、豊田義輝
- 字幕（NHK BSプレミアム『プレミアムシネマ』版）: 鈴木恵美

| 吹き替え | 日本テレビ版 | PDDVD版                  | N.E.M.版                                  |
| -------- | ------------ | ------------------------ | ----------------------------------------- |
| 演出     |              | 田島荘三                 | 渋江博之                                  |
| 翻訳     |              | 高橋有紀                 | 浜岡直子                                  |
| 調整     |              | 遠西勝三                 |                                           |
| 録音     |              | 山田明寛 ビーライン      | スタジオ・エコー                          |
| 効果     |              | 恵比寿弘和 赤澤勇二      |                                           |
| 制作     |              | ミックエンターテイメント | AMG Studio                                |
| 制作     | 日本テレビ   | マックスター             | プロダクション・エース モービー・ディック |

## 製作

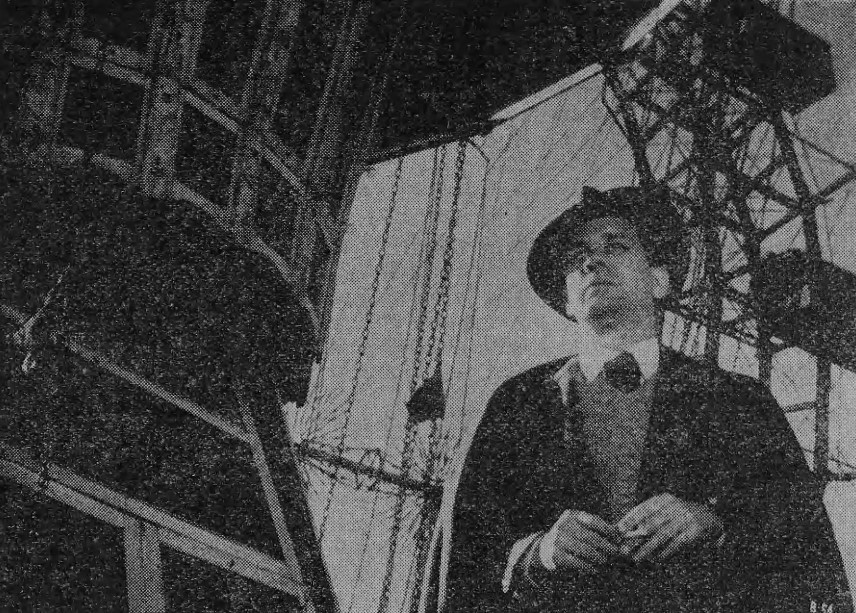
舞台の一つとなったプラーター公園の大観覧車。ジョゼフ・コットン。

イギリスのロンドン・フィルムズとアメリカのヴァンガード・フィルムズの共同出資という形で制作された。映画の企画を立案したのは、イギリス人の映画プロデューサーであるアレクサンダー・コルダである。彼はオーストリア＝ハンガリー帝国時代のハンガリー出身であり、往年の繁栄したウィーンを知っていた。ウィーンに対するコルダの思い入れが、第二次世界大戦で破壊され荒廃したウィーンを舞台にした映画制作の動機となったと言われている。
脚本はカトリック作家として著名なグレアム・グリーンが執筆したものである。グリーンは同名の小説も書いているが、これは映画の公開後に出版されたものであり、通常の意味での原作とは異なっている（グリーンが映画のシナリオに取り掛かる前に私的に執筆したものであり、本来は出版される予定のないものであった）。コルダから脚本執筆の依頼を受けたグリーンは1948年の2月にウィーンに赴き、四分割統治下のウィーンをつぶさに観察した。物語の重要な要素であるペニシリンの密売やウィーン地下の巨大な下水道は、シナリオ執筆のためにウィーンに滞在中のグリーンが実際に見聞した体験を参考にしている。
映画の撮影は1948年10月22日に、物語の舞台であるウィーンで開始された。同年12月11日にウィーンでの撮影を終了したスタッフはイギリスに帰還し、ロンドンのシェパートン・スタジオで残りの部分を撮影した。原作者のグリーンと監督であるキャロル・リードは二人きりで映画のストーリー・ラインについて話し合い、その結果脚本に何度も変更が加えられた。カットなしで撮影されたラストシーンは、当初の予定にはなかったものである。グリーンが最初に書いた脚本ではハッピーエンドとなるはずであった。グリーンの原案に反対し、映画の幕切れを現在に残る形に変更させたのはプロデューサーのデヴィッド・O・セルズニックであった。また、当時彼のスタジオのお抱え俳優だったジョゼフ・コットンやアリダ・ヴァリを映画に出演させるように取り計らったのもセルズニックだったとされる。
作中のハリー・ライムによる台詞「ボルジア家支配のイタリアでの30年間は戦争、テロ、殺人、流血に満ちていたが、結局はミケランジェロ、ダヴィンチ、ルネサンスを生んだ。スイスの同胞愛、そして500年の平和と民主主義はいったい何をもたらした?　鳩時計だよ」は、グリーンが執筆した脚本の草稿には存在せず、ライム役を演じたオーソン・ウェルズの提案によるものである（グリーンが書いた、とする説もある）。セルズニックは当初ウェルズの起用に反対していたが、最終的にウェルズを強く推薦する監督のリードに同意せざるを得なかった。ウェルズの起用は結果的に正解だったとされるが、撮影中ウェルズは様々なトラブル（ウェルズがウィーンに到着するのが遅れたために仕方なく彼の代役を立てて撮影したこと、映画のクライマックスである下水道での追跡シーンに出演するのを拒否したことなど）を引き起こしスタッフを悩ませた。
オーソン・ウェルズはギャラを吊り上げるための駆け引きで、なかなかウィーン入りせず、夜の街を逃走するハリー・ライムの大きな影はウェルズではなく、助監督のガイ・ハミルトンがコートを着て、代役をしているものである。また、地下水道の蓋の鉄格子から出た指がうごめくショットは、監督のキャロル・リード自身の指である。

### 音楽
映画の撮影スタッフと共にロケ地であるウィーンを訪れたリードは、そこでツィター（オーストリアの民俗楽器）奏者のアントン・カラスに出会った。カラスの巧みな演奏に感銘を受けたリードは、既にオーケストラの楽曲が用意されていたにもかかわらず、カラスの音楽を映画のBGMとして起用するように主張した。映画が公開された後、カラスの作曲したテーマ曲は1950年代最大のヒット曲となった。
このテーマ曲は、映画の登場人物の名前から「ハリー・ライムのテーマ」とも言われている。
日本ではヱビスビール（サッポロビール）のCM（これがきっかけで東日本旅客鉄道（JR東日本）恵比寿駅の発車メロディにも採用）や、阪急電鉄大阪梅田駅で終電間際に流れる音楽などに使われている。森永乳業「ビエネッタ」が日本でエスキモーブランドで発売された頃にもCMのBGMとして使われていた。また、ムーンライダーズがアレンジカバーしている。原由子のベストアルバム『ハラッド』にボーナストラックとして収録されている。

## 評価
映画は1949年9月に開催された第3回カンヌ国際映画祭に出展され、そこで最高賞に相当するグランプリを獲得した。同年9月3日にイギリス、翌年の1950年2月2日にアメリカでそれぞれ公開され、興行的にも批評的にも成功を収めた。1950年度のアカデミー賞では監督賞、撮影賞（白黒部門）、編集賞の3部門でノミネートされた。そのうちロバート・クラスカーが撮影賞（白黒部門）を受賞した。
現在では映画史に残る傑作として、高く評価されている。映画ベスト100などの企画で、必ずと言っていいほど名前が挙げられる常連作品である。

主なランキングと順位は以下の通り
- 「映画史上最高の作品ベストテン」（英国映画協会『Sight&Sound』誌選出）
  - 1982年：「映画批評家が選ぶベストテン」第14位
  - 1992年：「映画批評家が選ぶベストテン」第42位
  - 2002年：「映画批評家が選ぶベストテン」第44位
  - 2002年：「映画監督が選ぶベストテン」第41位
  - 2012年：「映画批評家が選ぶベストテン」第73位
- 「AFIアメリカ映画100年シリーズ」
  - 1998年：「アメリカ映画ベスト100」第57位
  - 2001年：「スリルを感じる映画ベスト100」第75位
  - 2003年：「ヒーローと悪役ベスト100・悪役部門」第37位（ハリー・ライム）
  - 2008年：「10ジャンルのトップ10・ミステリー映画部門」第5位
- 1999年：「イギリス映画ベスト100」（英国映画協会選出）第1位
- 2000年：「20世紀の映画リスト」（米『ヴィレッジ・ヴォイス』紙発表）第30位
- 2008年：「歴代最高の映画ランキング500」（英『エンパイア』誌発表）第21位
- 2011年：「史上最高のイギリス映画ベスト100」（英『タイム・アウト』誌発表）第2位

以下は日本でのランキング
- 1952年： 第26回「キネマ旬報ベストテン・外国映画」（『キネマ旬報』発表）第2位[15]
- 1980年：「外国映画史上ベストテン（キネ旬戦後復刊800号記念）」（キネマ旬報発表）第3位
- 1988年：「大アンケートによる洋画ベスト150」（文藝春秋発表）第2位
- 1989年：「外国映画史上ベストテン（キネ旬戦後復刊1000号記念）」（キネ旬発表）第2位
- 1995年：「オールタイムベストテン・世界映画編」（キネ旬発表）第11位
- 1999年：「映画人が選ぶオールタイムベスト100・外国映画編（キネ旬創刊80周年記念）」（キネ旬発表）第1位
- 2009年：「映画人が選ぶオールタイムベスト100・外国映画編（キネ旬創刊90周年記念）」（キネ旬発表）第4位

### 主な受賞歴
- アカデミー賞
  - 受賞
    - アカデミー撮影賞 (白黒部門):ロバート・クラスカー

  - ノミネート
    - アカデミー監督賞:キャロル・リード
    - アカデミー編集賞:オズワルド・ハーフェンリヒター
- 英国アカデミー賞
  - 作品賞（国内部門）
- カンヌ国際映画祭
  - グランプリ：キャロル・リード

## 小説版との差異
グレアム・グリーンが執筆した台本と実際に劇場公開された映画本編、後に出版された小説とでは微妙に登場人物の名前や国籍などの設定が異なっている。例えば主人公のアメリカ人作家ホリー・マーチンスはイギリス人のロロ・マーチンスとして、ルーマニア人のポペスクはアメリカ軍のクーラー大佐として小説版に登場している。これらの変更はアメリカの世論を意識したものであると、原作者であるグリーンが述べている。具体的には、「ロロ」という名前にホモセクシュアルの含みが有るようにアメリカ人には聞こえるというジョセフ・コットンからの指摘や、悪役の一人がアメリカ人であることを問題視したオーソン・ウェルズとの契約があったためである。
また、小説版ではハリー・ライムの国籍もイギリスであり、アンナ・シュワルツはチェコスロバキア人ではなくハンガリー人として設定されている。オーストリア人のクルツ男爵は国籍こそオーストリアだが男爵ではない。台本版ではマーチンスはカナダ人、アンナはエストニア人として登場した。
ラストも小説版では「…追いつくと2人は肩を並べて歩きだした。彼は一言も声をかけなかったようだ。物語の終わりのように見えていたが、私の視界から消える前に、彼女の手は彼の腕に通された」（小津次郎訳）となっているが、映画は女性の絶望の中の、毅然とした態度が強調されている。

## テレビドラマ
1959年から1965年までイギリス人俳優のマイケル・レニーをハリー・ライム役としたテレビシリーズ『第三の男』（原題：The Third Man）が製作・放映されていた。
日本でも一部が1961年9月から1962年7月にかけて、NET（現：テレビ朝日）系列で放送された。日本での放送時間は、1962年3月までは土曜21:15 - 21:45だが、1962年4月以降は15分繰下がり、土曜21:30 - 22:00に変った。
| NET系 土曜21:15 - 21:45枠                                                                     | NET系 土曜21:15 - 21:45枠                            | NET系 土曜21:15 - 21:45枠                                               |
| 前番組                                                                                        | 番組名                                               | 次番組                                                                  |
| --------------------------------------------------------------------------------------------- | ---------------------------------------------------- | ----------------------------------------------------------------------- |
| 危険を呼ぶ男 ロビン・スコット                                                                 | 第三の男（テレビドラマ版） （1961年9月 - 1962年3月） | 今日を限りの （21:00 - 21:30）第三の男 （21:30 - 22:00） 【15分繰下げ】 |
| NET系 土曜21時台後半枠                                                                        |                                                      |                                                                         |
| 第三の男 （21:15 - 21:45）天気予報・芸能ニュース・スポーツニュース（各5分） （21:45 - 22:00） | 第三の男（テレビドラマ版） （1962年4月 - 7月）       | お気に召すまま                                                          |

## 関連文献
- グレアム・グリーン 『第三の男』遠藤慎吾 訳、早川書房 世界傑作探偵小説シリーズ<1>、1951年。同・グリーン選集 第6巻、1953年
- グリーン 『第三の男・落ちた偶像』 小津次郎・青木雄造 訳、「グリーン選集 第9巻」早川書房、1960年。「グリーン全集11」同、1979年
- グリーン 『第三の男』 小津次郎 訳、ハヤカワepi文庫 早川書房 2001年。ISBN 978-4151200014
- 軍司貞則 『滅びのチター師 「第三の男」とアントン・カラス』 文藝春秋 のち文春文庫、ISBN 4167571021
- 山口俊明 『ウィーン 旅の雑学ノート』 ダイヤモンド社、1996年7月、ISBN 978-4478941294 - 『第三の男』のロケ地について詳解。
- 直井明 『本棚のスフィンクス 掟やぶりのミステリ・エッセイ』 論創社、2008年5月、ISBN 978-4846007294 - 『第三の男』の台本と映画と小説を詳細に比較した文章を収録。
- フィリップ・カー 『ベルリン・レクイエム』 東江一紀訳、新潮文庫 - 同時期のウィーンを舞台にしたスパイ小説。『第三の男』の撮影のシーンがある。